# Ugia decisa
Ugia decisa là một loài bướm đêm trong họ Erebidae.